# Остання година (фільм)
Остання година (англ. Last Hour) — американський трилер 2008 року.

## Сюжет
Шістьом найманим убивцям приходить від своїх померлих батьків листівки, в яких ті обіцяють своїм нащадкам незліченні скарби, якщо ті відправляться в покинутий будинок в Гонконгу. Після їх прибуття пастка зачиняється і будинок оточується поліцейськими. Усередині ж будинку хтось починає полювання на непроханих гостей.

## У ролях
| Актор           | Роль                 |
| --------------- | -------------------- |
| DMX             | Блек Джек            |
| Майкл Медсен    | Монк                 |
| Паскаль Кобе    | Покер                |
| Девід Керрадайн | детектив Майк Стоун  |
| Беттіна Ентоні  | Пойзон               |
| Моніка Крус     | детектив Роза Мулеро |
| Квонг Люн Вонг  | Шанг                 |
| Тоні Д'Амаріо   | Касіно               |
| Стівен Енг      | детектив Хуан        |
| Пол Сорвіно     | Метр Штайнфельд      |